# 本洞信号所
本洞信号所（ほんどうしんごうしょ）は、かつて福岡県直方市赤地にあった、鉄道省（省鉄）伊田線の信号所（廃駅）である。1922年（大正11年）1月1日に廃駅となった。

## 歴史
- 1899年（明治32年）2月10日：九州鉄道により本洞分岐点として開業。
- 1907年（明治40年）7月1日：九州鉄道国有化。
- 1908年（明治41年）3月11日：本洞信号所に改称。
- 1911年（明治44年）2月1日：本洞聯絡所に改称。
- 1922年（大正11年）
  - 1月1日：再び本洞信号所に改称。
  - 11月1日：廃止。

## 隣の駅
日本国有鉄道
伊田線
御館山信号所 - 本洞信号所 - 中泉駅
伊田線（貨物支線）
本洞信号所 - （貨）本洞駅